# Liste der Mitglieder der American Academy of Arts and Sciences/1892
Im Jahr 1892 wählte die American Academy of Arts and Sciences 38 Personen zu ihren Mitgliedern.

## Neugewählte Mitglieder
- Solon Irving Bailey (1854–1931)
- Edward Emerson Barnard (1857–1923)
- Francis Bartlett (1836–1913)
- John Bartlett (1820–1905)
- Edmund Hatch Bennett (1824–1898)
- Charles Pickering Bowditch (1842–1921)
- William Keith Brooks (1848–1908)
- Mellen Chamberlain (1821–1900)
- Cyrus Ballou Comstock (1831–1910)
- Andrew McFarland Davis (1833–1920)
- Charles Edward Faxon (1846–1918)
- Fabian Franklin (1853–1939)
- Johan August Hugo Gylden (1841–1896)
- Thomas Wentworth Higginson (1823–1911)
- John Elbridge Hudson (1839–1900)
- William Huggins (1824–1910)
- James Edward Keeler (1857–1900)
- Percival Lowell (1855–1916)
- Silas Marcus Macvane (1842–1914)
- Emory McClintock (1840–1916)
- Victor Meyer (1848–1897)
- George Dunning Moore (1862–1944)
- Edward Williams Morley (1838–1923)
- Ferdinand von Mueller (1825–1896)
- Thomas Ruggles Pynchon (1823–1904)
- Benjamin Lincoln Robinson (1864–1935)
- Edward Robinson (1858–1931)
- Andrew Howland Russell (1846–1915)
- Alfred Richard Cecil Selwyn (1824–1902)
- Arthur Bliss Seymour (1859–1933)
- Charles Card Smith (1827–1918)
- Henry Clifton Sorby (1826–1908)
- Eduard Adolf Strasburger (1844–1912)
- Roland Thaxter (1858–1932)
- William Trelease (1857–1945)
- George Vasey (1822–1893)
- Hermann Carl Vogel (1841–1907)
- David Ames Wells (1828–1898)